# Herrarnas 60 kg i tyngdlyftning vid olympiska sommarspelen 1980
Herrarnas tyngdlyftning i 60-kilosklassen vid olympiska sommarspelen 1980 hölls den 22 juli 1980 i Izmailovo Sports Palace i Moskva.

## Tävlingsformat
Varje tyngdlyftare får tre försök i ryck och stöt. Deras bästa lyft i de båda kombineras till ett totalt resultat. Om någon tävlande misslyckas att få ett godkänt lyft, så blir de utslagna. Ifall två tyngdlyftare hamnar på samma resultat, är idrottaren med lägre kroppsvikt vinnare.

## Resultat
| Plats | Idrottare                   | Kroppsvikt | Ryck (kg) | Ryck (kg) | Ryck (kg) | Ryck (kg) | Stöt (kg) | Stöt (kg) | Stöt (kg) | Stöt (kg) | Totalt |
| Plats | Idrottare                   | Kroppsvikt | 1         | 2         | 3         | Resultat  | 1         | 2         | 3         | Resultat  | Totalt |
| ----- | --------------------------- | ---------- | --------- | --------- | --------- | --------- | --------- | --------- | --------- | --------- | ------ |
| 1     | Viktor Mazin (URS)          | 59,65      | 122,5     | 127,5     | 130       | 130       | 155       | 160       | 162,5     | 160       | 290    |
| 2     | Stefan Dimitrov (BUL)       | 59,40      | 122,5     | 127,5     | 130       | 127,5     | 152,5     | 152,5     | 160       | 160       | 287,5  |
| 3     | Marek Seweryn (POL)         | 59,55      | 122,5     | 127,5     | 130       | 127,5     | 155       | 162,5     | 162,5     | 155       | 282,5  |
| 4     | Antoni Pawlak (POL)         | 59,65      | 120       | 120       | 125       | 120       | 150       | 155       | 162,5     | 155       | 275    |
| 5     | Julio Loscos (CUB)          | 59,70      | 120       | 125       | 127,5     | 125       | 150       | 150       | 157,5     | 150       | 275    |
| 6     | František Nedvěd (TCH)      | 59,70      | 117,5     | 122,5     | 122,5     | 122,5     | 147,5     | 147,5     | 150       | 150       | 272.5  |
| 7     | Víctor Pérez (CUB)          | 59,40      | 117,5     | 122,5     | 122,5     | 117,5     | 147,5     | 152,5     | 157,5     | 152,5     | 270    |
| 8     | Gelu Radu (ROU)             | 60,00      | 115       | 120       | 120       | 115       | 150       | 150       | 157,5     | 150       | 265    |
| 9     | Jean-Claude Chavigny (FRA)  | 59,60      | 110       | 115       | 115       | 115       | 140       | 150       | 150       | 140       | 255    |
| 10    | Fajsal Matloub Fathi (IRQ)  | 60,00      | 105       | 112,5     | 115       | 115       | 132,5     | 137,5     | 140       | 137,5     | 252,5  |
| 11    | Mohamed Gouni (ALG)         | 59,65      | 107,5     | 112,5     | 112,5     | 107,5     | 132,5     | 137,5     | 140       | 140       | 247,5  |
| 12    | Geoffrey Laws (GBR)         | 60,00      | 105       | 110       | 112,5     | 110       | 135       | 135       | 140       | 135       | 245    |
| 13    | Faouaz Nadirin (SYR)        | 59,90      | 97,5      | 102,5     | 105       | 102,5     | 122,5     | 127,5     | 130       | 127,5     | 230    |
| 14    | Sydney Ikebaku (NGR)        | 59,65      | 90        | 97,5      | 102,5     | 97,5      | 115       | 120       | 125       | 125       | 222,5  |
| 15    | Rajendra Pradhan (NEP)      | 59,20      | 62,5      | 67,5      | 70        | 67,5      | 80        | 85        | 90        | 85        | 152,5  |
| -     | Paulo Batista de Sene (BRA) | 59,65      | 100       | 105       | 105       | 100       | 135       | 135       | 135       | -         | DNF    |
| -     | Constantin Chiru (ROU)      | 59,60      | 120       | 120       | 120       | -         | -         | -         | -         | -         | DNF    |
| -     | Jeffrey Bryce (GBR)         | 56,00      | 105       | 105       | 105       | -         | -         | -         | -         | -         | DNF    |

## Nya rekord
| Ryck   | 130,0 kg | Viktor Mazin (URS) | OR |
| Totalt | 290,0 kg | Viktor Mazin (URS) | OR |